# Diacilglicerol

Estructura del Diacilglicerol a 25°C, 100 kPa.

El diacilglicerol, diacilglicérido o D-1,2-Diacilglicerol (DAG) es una molécula del espacio intracelular que actúa como mediador de comunicación celular. Como su nombre indica, se produce a partir de una molécula de glicerol con dos ácidos grasos; se encuentra en cantidades muy reducidas en el organismo, y participa en el metabolismo de lípidos que contienen glicerol. Fórmula: C5H6O5R2

## Funciones
Participa en el metabolismo de Inositol, la degradación de fosfolípidos y el metabolismo de glicerolípidos, triacilgliceroles y fosfatidilcolina. En las neuronas la enzima fosfolipasa C está asociada con los receptores de neurotransmisores los cuales activan a la fosfolipasa C y ésta actúa sobre fosfolípidos de membrana produciendo diacilglicerol.

## Patologías
Es una de las vías metabólicas causantes de hiperglicemia, lo cual a través de los años produce patologías crónicas diabéticas, en especial retinopatías y nefropatías. Producida bajo influencia de la PKC, la cual produce concomitantemente prostaglandina PGE2 y de Tromboxano A2 causando modificaciones importantes en la formación de patologías de la retina y riñón diabéticos
Opera como segundo mensajero celular, en función del cual puede estar involucrado en la iniciación o propagación de estímulos neoplásicos, por ejemplo, en los procesos de secreción celular de vesículas del aparato de Golgi y en la regulación de las vías de Ras y mTOR.

## Uso como aditivo alimentario
Los aditivos mono y alimentos diacilglicéridos se utilizan como emulsionantes para mezclar algunos ingredientes en principio inmiscibles. Reciben el número E-471.
Las fuentes comerciales son animales (derivado bovino o porcino) o vegetal , derivan principalmente de aceite de soja y aceite de canola (colza) parcialmente hidrogenado. También se producen sintéticamente. Se pueden añadir a los productos horneados, bebidas, helados, goma de mascar, alimentos ricos en grasas, margarina, etc.